# 白坭河
白坭河，又名巴江河，在清远境内也称乐排河，古称巴由水。发源于中国广东省清远市的坑尾，从清远兴仁流入广州市花都区境内，经国泰、白坭、赤坭、炭步，至新街水口进入广州市白云区及佛山市南海区之间，与流溪河在鸦岗交汇，再经石门汇入珠江，全长70.3公里。在清远市境内17.3公里，花都区境内27公里，白云区境内26公里。白坭河主要支流右侧有九曲水、金溪涌和官窑涌（南海区西南涌的分汊河）、里水，左有新街水等。